# Église Saint-Michel-de-Gargan
L'église catholique Saint-Michel est située au 19-21, avenue Firmin-Didot, à Livry-Gargan.
La dédicace rappelle l'apparition, en l'an 492, de l'archange saint Michel au mont Gargan en Italie.
Son curé, également affecté à la paroisse Notre-Dame de Livry, est le Père Guy Houndjo, spécialisé en théologie morale.

## Histoire

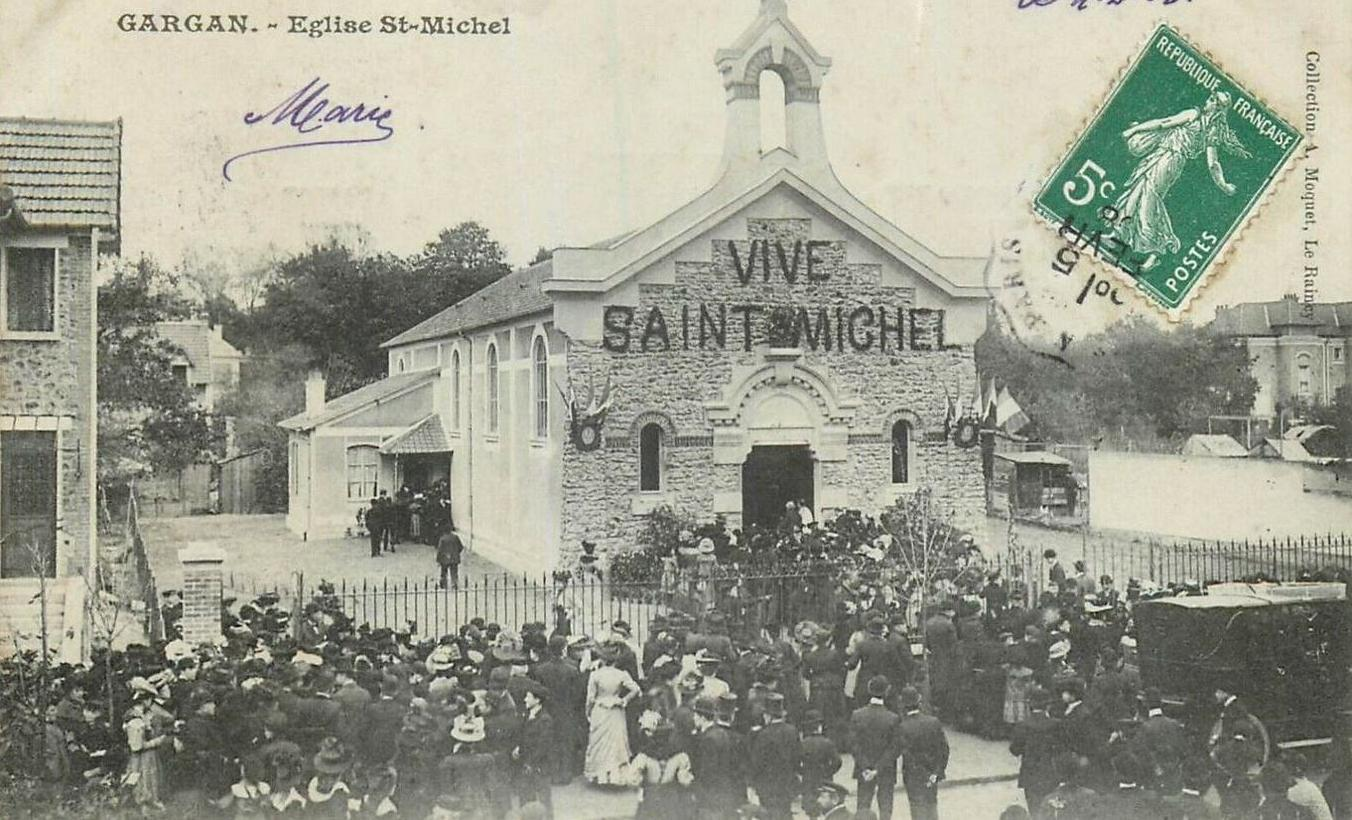
L'église Saint-Michel en 1908.

L'urbanisation du lieu-dit Gargan commença vers 1890. Pour ses paroissiens, une chapelle Saint-Michel fut édifiée en 1908, sur un terrain de la rue Firmin-Didot. En 1910, Mgr Charles Gibier crée la paroisse Saint-Michel-de-Gargan. En 1950, Benjamin-Octave Roland-Gosselin décida l'agrandissement de la paroisse, à nouveau aux dépens de celle de Livry.
Quelques années plus tard, on décida le remplacement de la chapelle par une nouvelle église, qui fut terminée, consacrée et inaugurée le 14 juin 1964.

## Architecture
C'est un bâtiment de structure moderne, utilisant des matériaux de construction tels que le béton ou le métal, et fait d'un patio et d'un corps de bâtiment cubique supportant un clocher ramené à des abat-son et une flèche relativement courte. La lumière est amenée à l'intérieur du bâtiment par des parois en polyester transparent, dont la décoration a été réalisée par le verrier François Chapuis.